# Ally, Haute-Loire
Ally là một xã thuộc tỉnh Haute-Loire nam trung bộ nước Pháp. Xã Ally, Haute-Loire nằm ở khu vực có độ cao trung bình 965 mét trên mực nước biển.